# Дампјер ан Брес
Дампјер ан Брес (фр. Dampierre-en-Bresse) насеље је и општина у источном делу централне Француске у региону Бургоња, у департману Саона и Лоара која припада префектури Луан.
По подацима из 2011. године у општини је живело 170 становника, а густина насељености је износила 15,33 становника/km². Општина се простире на површини од 11,09 km². Налази се на средњој надморској висини од 200 метара (максималној 214 m, а минималној 181 m).

## Демографија
| 1778. | 1801. | 1879. | 1881. | 1892. | 1896. | 1901. | 1906. | 1911. | 1921. | 1931. | 1936. | 1946. | 1962. | 1965. | 1968. | 1975. | 1982. | 1990. | 1999. | 2011. |
| ----- | ----- | ----- | ----- | ----- | ----- | ----- | ----- | ----- | ----- | ----- | ----- | ----- | ----- | ----- | ----- | ----- | ----- | ----- | ----- | ----- |
| 80    | 549   | 616   | 635   | 622   | 626   | 567   | 530   | 517   | 461   | 413   | 407   | 370   | 185   | 360   | 247   | 215   | 184   | 157   | 131   | 170   |

График промене броја становника у току последњих година